# 金星2E號
試圖探測金星的金星探測器；也被稱做宇宙27號，因為從1963年起，蘇聯對在低地球軌道的人造衛星賦予宇宙的稱號。由於末端節未能成功將金星2E號推向金星，仍然滯留於低地球軌道。